# 梅克倫堡的英格堡
梅克倫堡的英格堡（德語：Ingeborg，約1344年 / 1345年－1395年7月25日），霍爾斯坦-倫茨堡伯爵夫人，梅克倫堡公爵阿爾布雷希特二世和瑞典公主歐菲米亞·埃里克斯多塔的女兒。

## 家庭
1366年，英格堡和霍爾斯坦-倫茨堡伯爵海因里希二世結婚，兩人共有3子1女：
1. 格哈德（1367年—1404年）
2. 阿爾布雷希特（英语：Albert II, Count of Holstein-Rendsburg）（1369年—1403年）
3. 海因里希（英语：Henry III, Count of Schauenburg-Holstein）（？年—1421年）
4. 索菲亞（1375年—1448年）